# René Lalique
René Jules Lalique (6. dubna 1860 v Ay – 1. května 1945 v Paříži) byl francouzský umělecký sklář, klenotník a designér známý svými nádobkami na parfémy, vázami, šperky, lustry, hodinami a ozdobami kapot automobilů.

## Život
Laliq se narodil v Ay, ale když mu byly dva roky, jeho rodina se přestěhovala na předměstí Paříže, ale na letní dovolenou se vracela do Ay. Po smrti svého otce se Lalique vyučil u zlatníka Louise Aucoca v Paříži.
V roce 1872, když mu bylo dvanáct, vstoupil do Collège Turgot, kde začal kreslit a skicovat. Navštěvoval v letech 1874–1876 také večerní kurzy na výtvarné škole École des arts décoratifs. Poté strávil dva roky na umělecké škole Crystal Palace School of Art v Sydenhamu v Londýně. Pak byl učněm u předního pařížského secesního klenotníka a zlatníka Louise Aucoca.
Po návratu z Anglie pracoval jako nezávislý umělec a navrhoval šperky pro francouzské klenotníky Cartiera, Boucherona a další. V roce 1885 zahájil vlastní podnikání a navrhoval a vyráběl šperky a jiné skleněné předměty. Po roce 1895 tvořil Lalique také pro pařížský obchod Samuela Binga Maison de l'Art nouveau, který dal secesi její francouzské jméno. Jedním z hlavních patronů Laliqua byl Calouste Sarkis Gulbenkian, který mu během téměř 30 let dal více než 140 zakázek.

## Dílo
Lalique se nejvíc proslavil svými výtvory ze skla, od 20. let 20. století ve stylu art deco. Navrhl například prosvětlené skleněné stěny a elegantní barevné skleněné sloupy v jídelně a „grand salonu“ lodi Normandie nebo vnitřní vybavení, kříž, přepážky, retábulum a křtitelnici v kostele svatého Matouše v Millbrooku na ostrově Jersey (Laliqueův „skleněný kostel“).
Jedinečná i komerční díla Reného Laliqua jsou ve sbírkách velkého počtu veřejných muzeí po celém světě; jsou to například Museum Calousta Gulbenkiana v Lisabonu, Laliqueho muzeum v Hakone v Japonsku, Musée Lalique a Musée des arts décoratifs ve Francii, Schmuckmuseum Pforzheim v Německu, Victoria and Albert Museum v Londýně, Metropolitní muzeum a Corning Museum ve státě New York a Rijksmuseum v Amsterdamu.

## Galerie

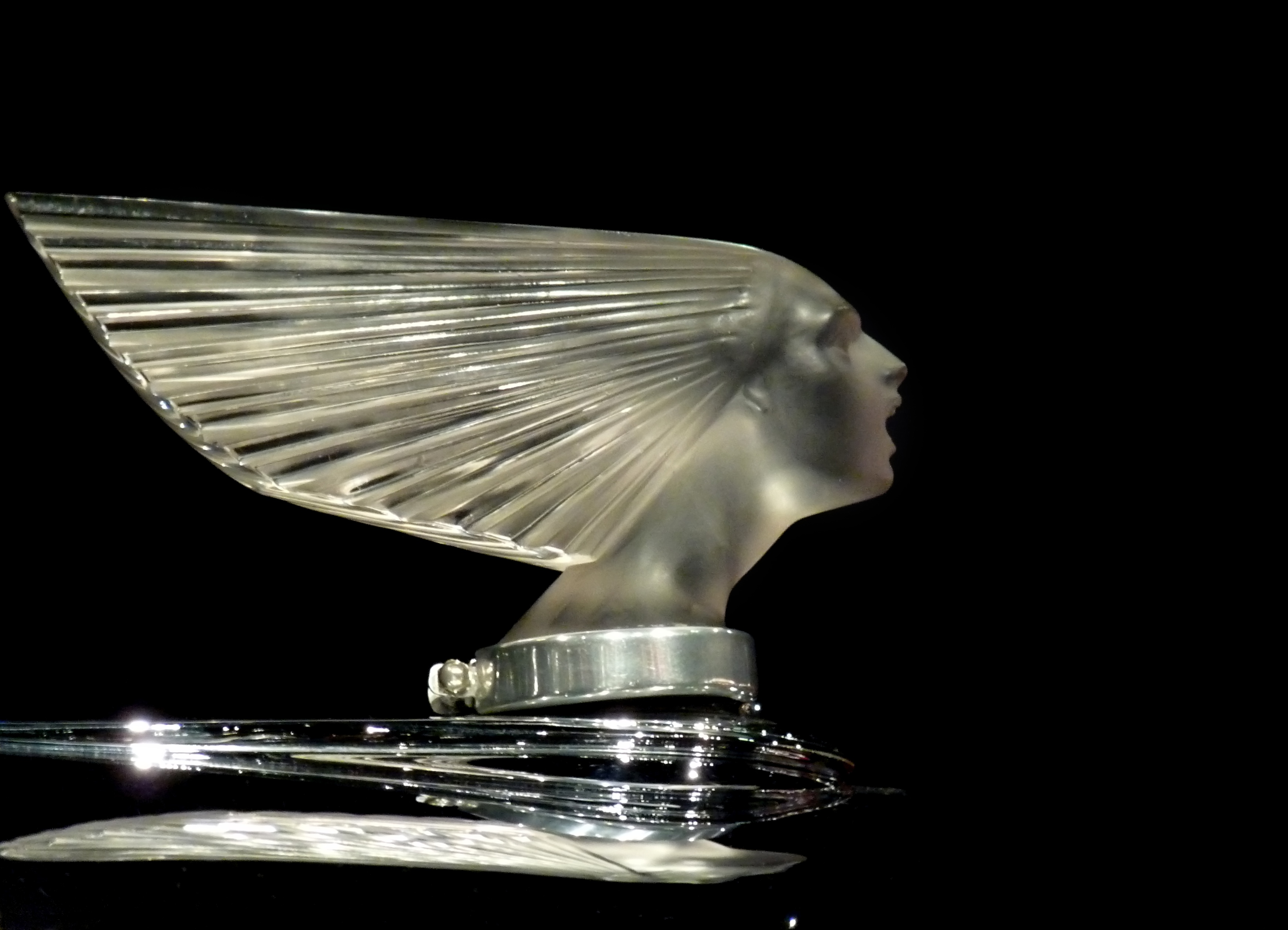
Duch větru pro společnost Citroën, Blackhawk Museum
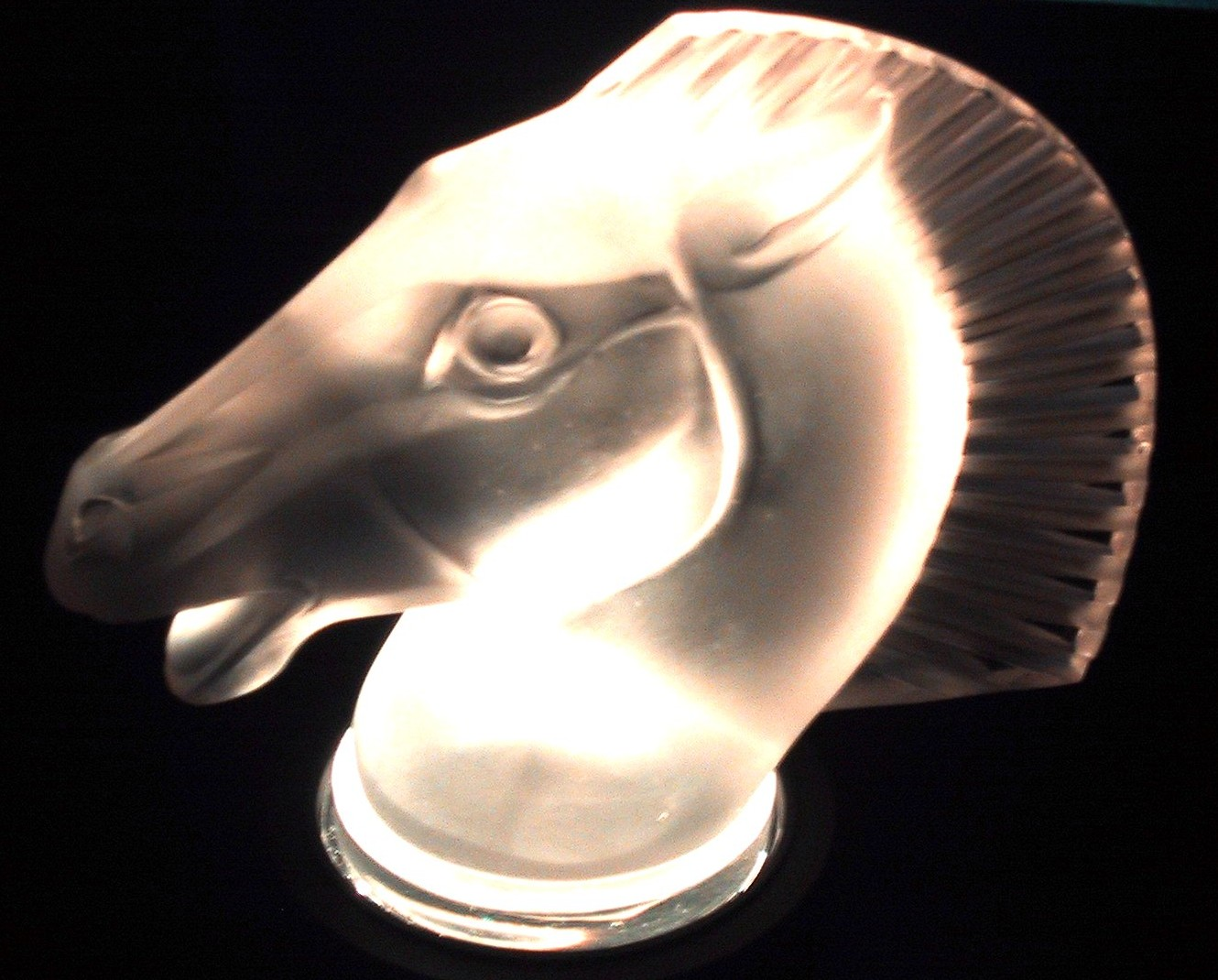
Kůň
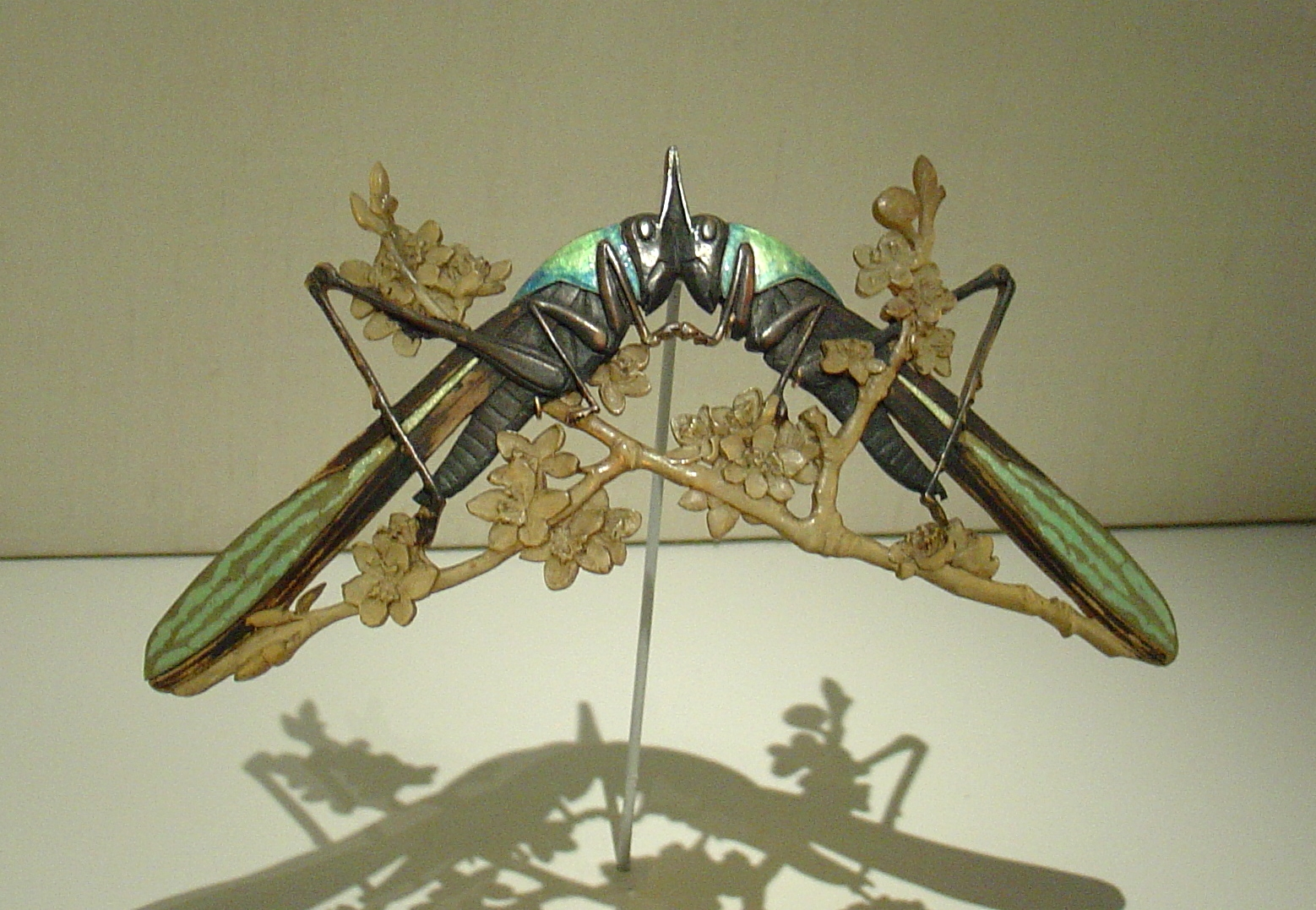
Cikády, Muzeum Calouste Gulbenkian
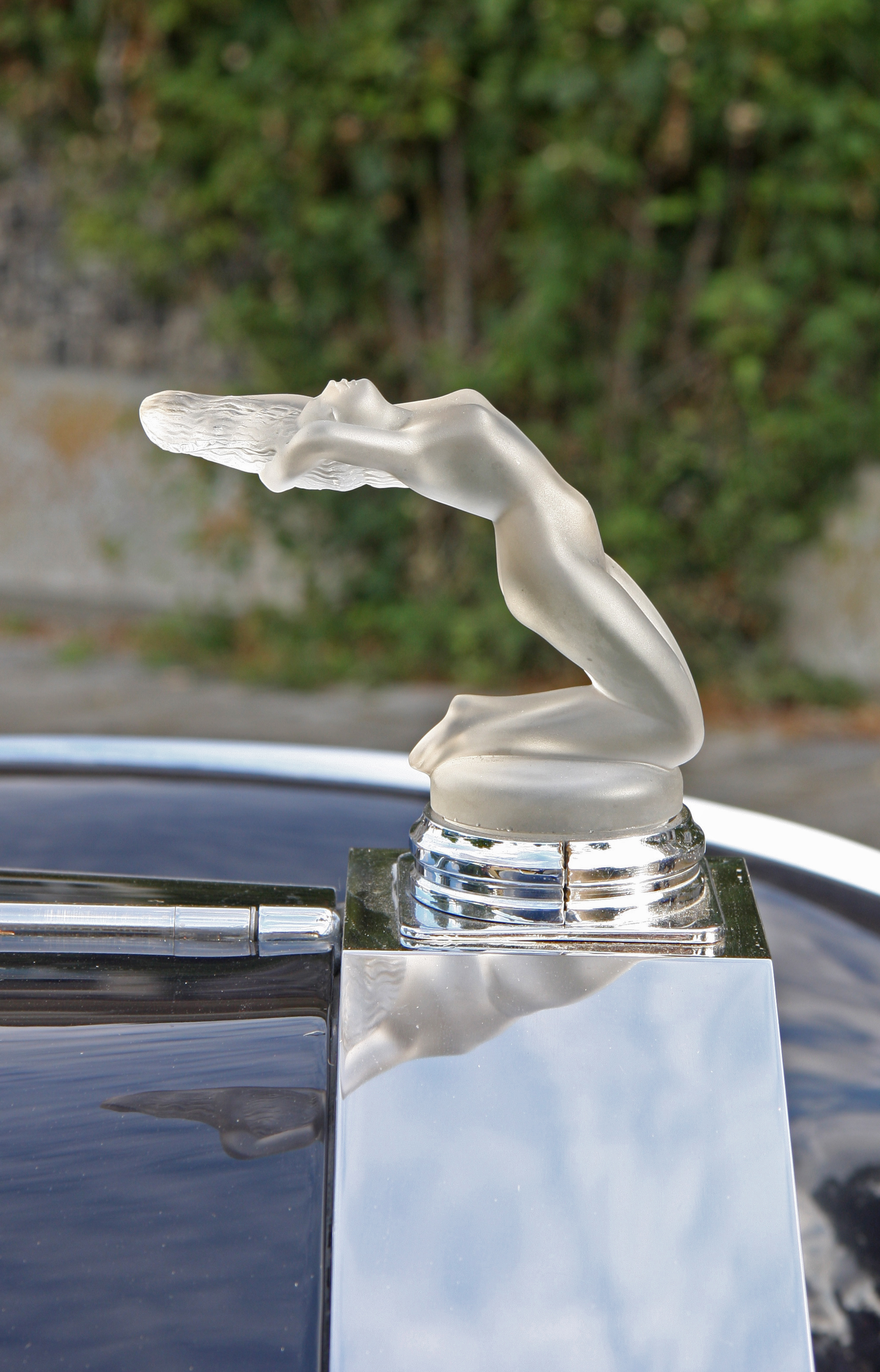
Silver Wraith (Stříbrný přízrak) pro Rolls-Royce, 1956, sklo
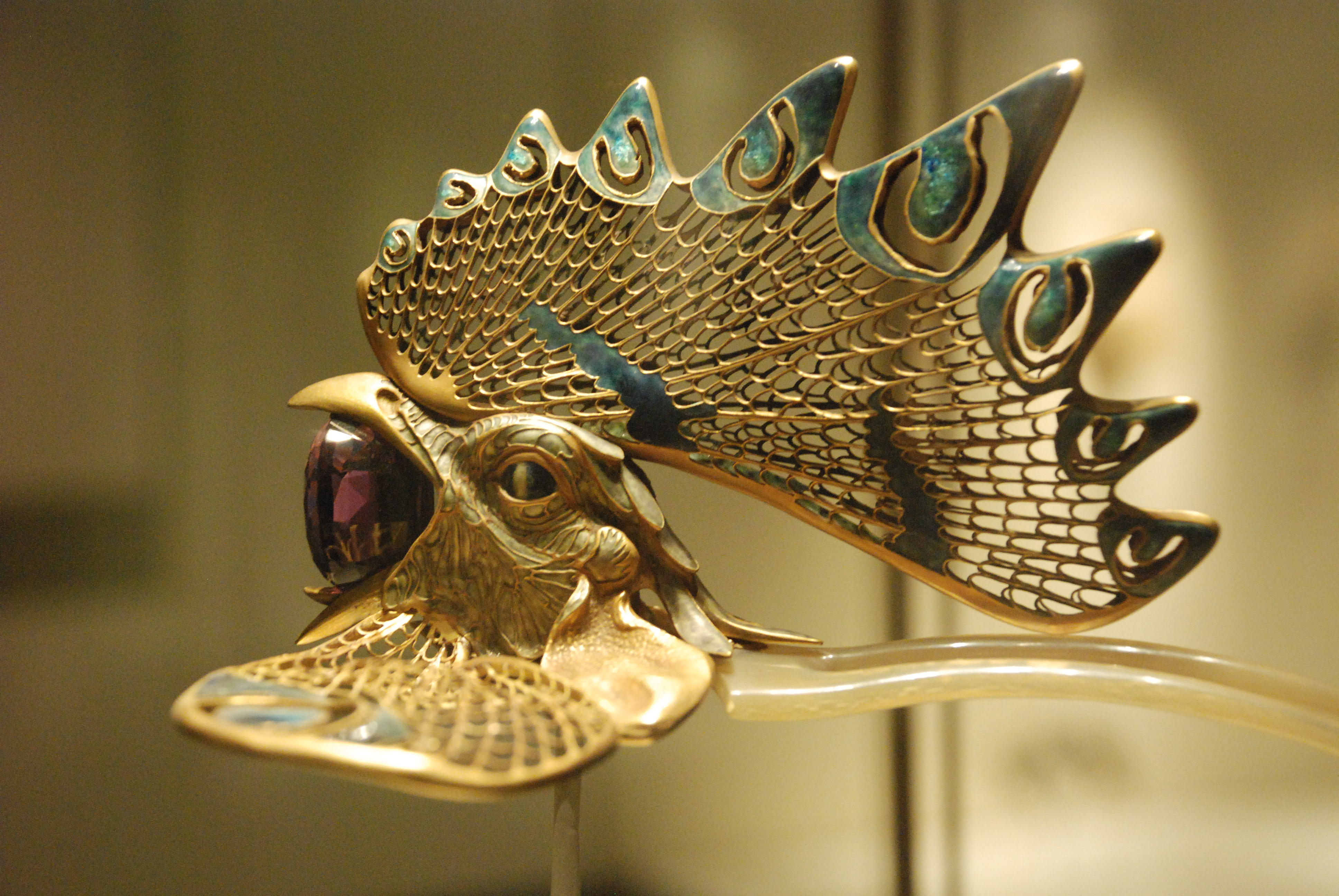
Tiara, Museu Calouste Gulbenkian
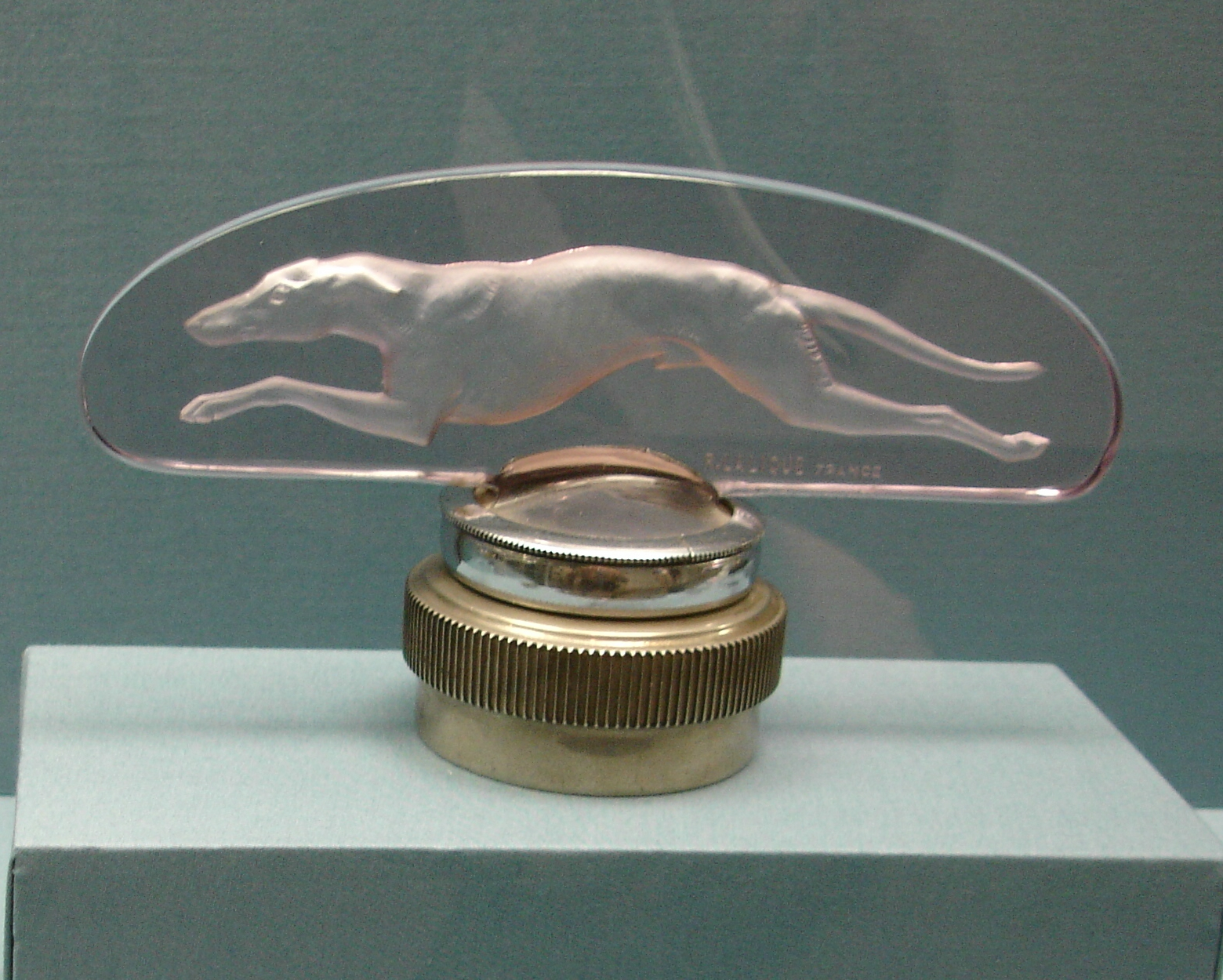
Ozdoba kapoty
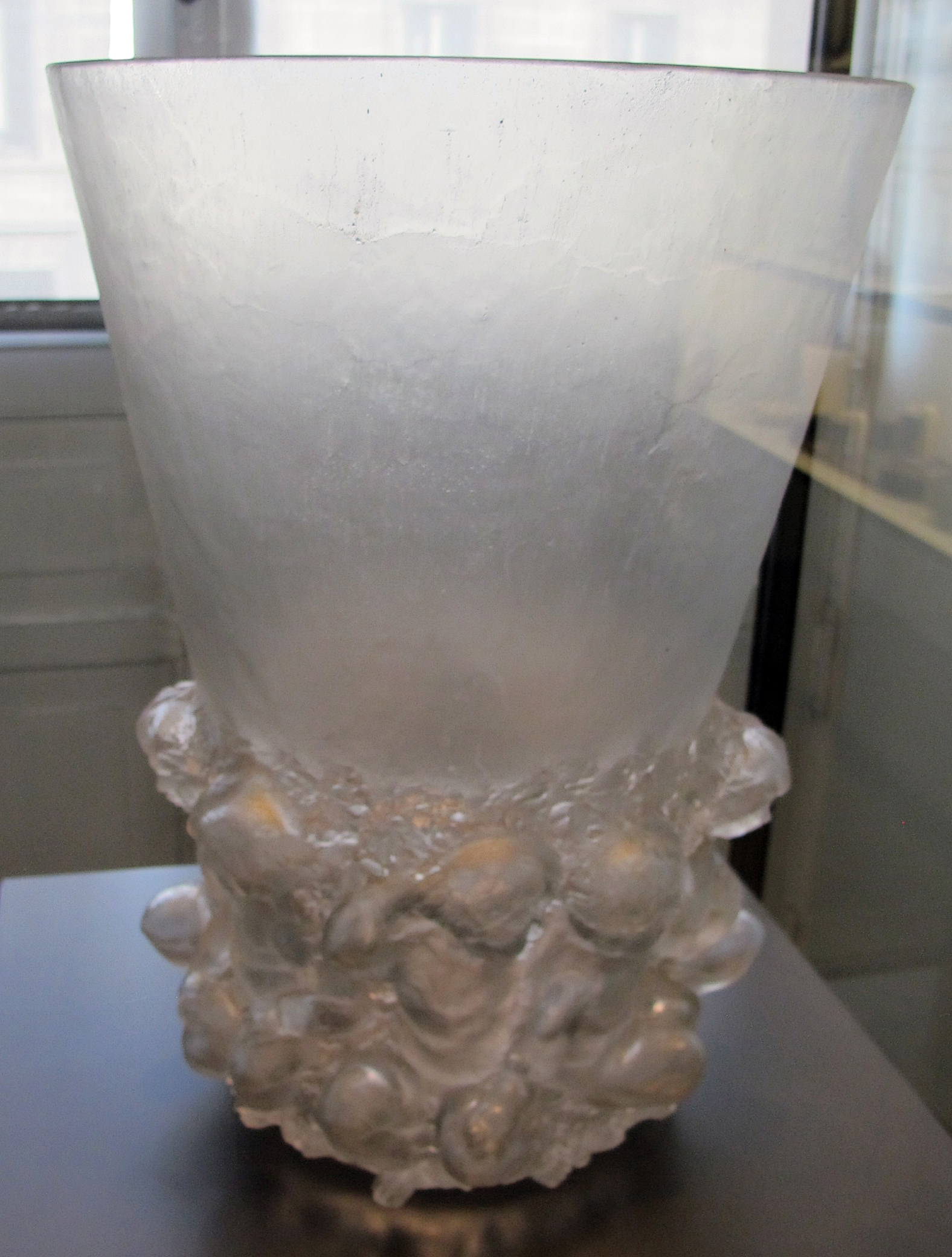
Skleněná váza
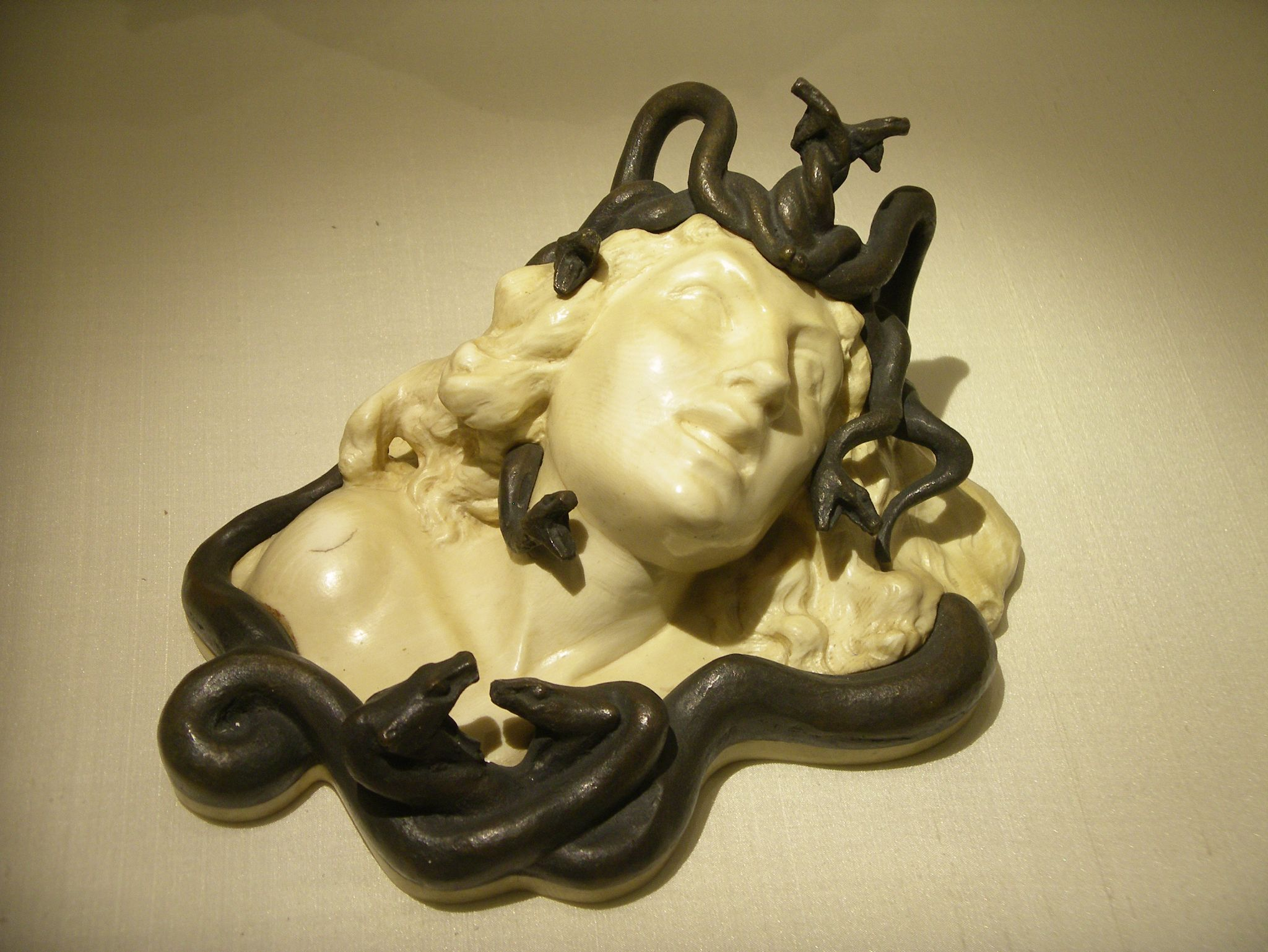
Medusa
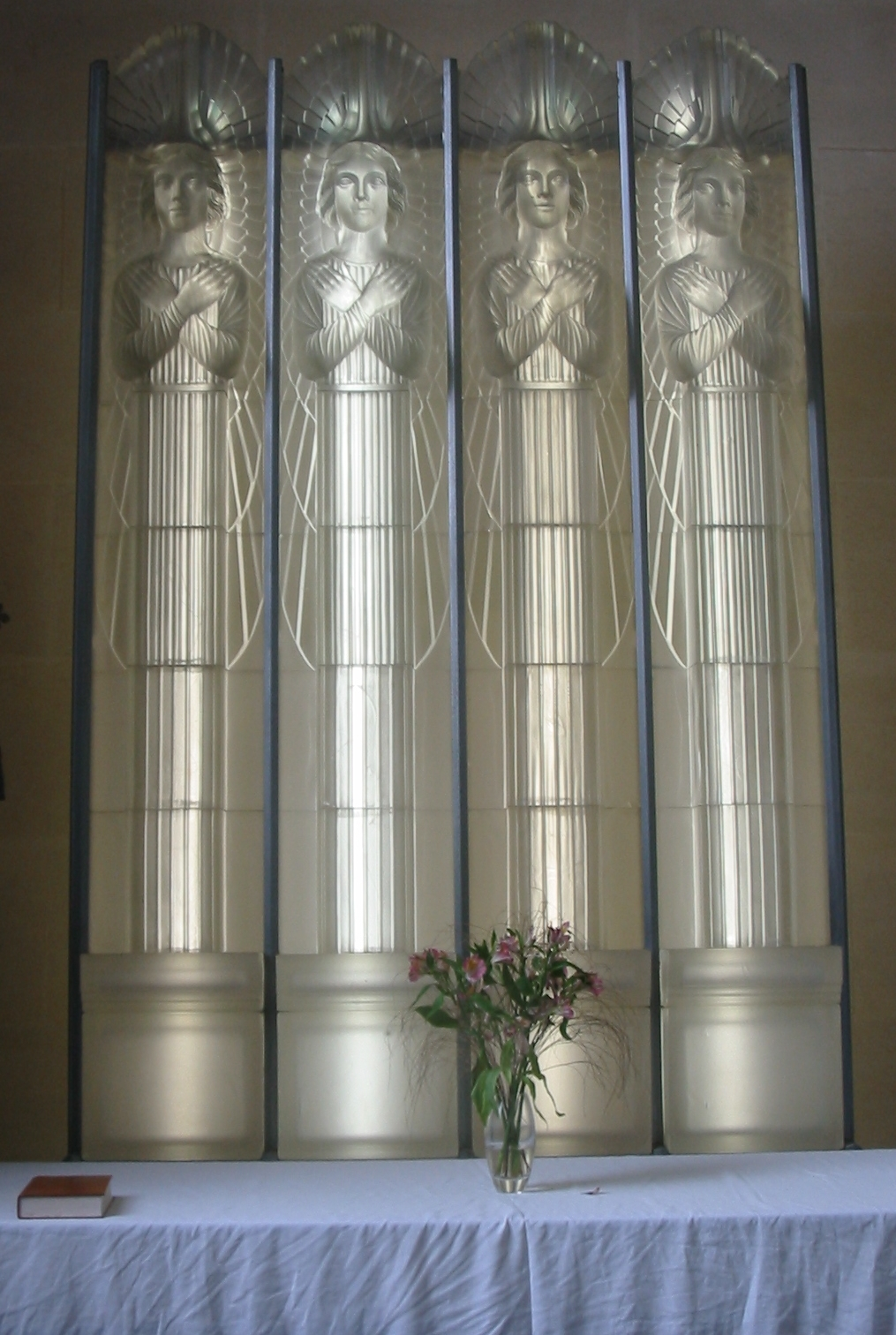
Skleněný oltář v kostele sv. Matouše (Skleněný kostel), Millbrook, Jersey
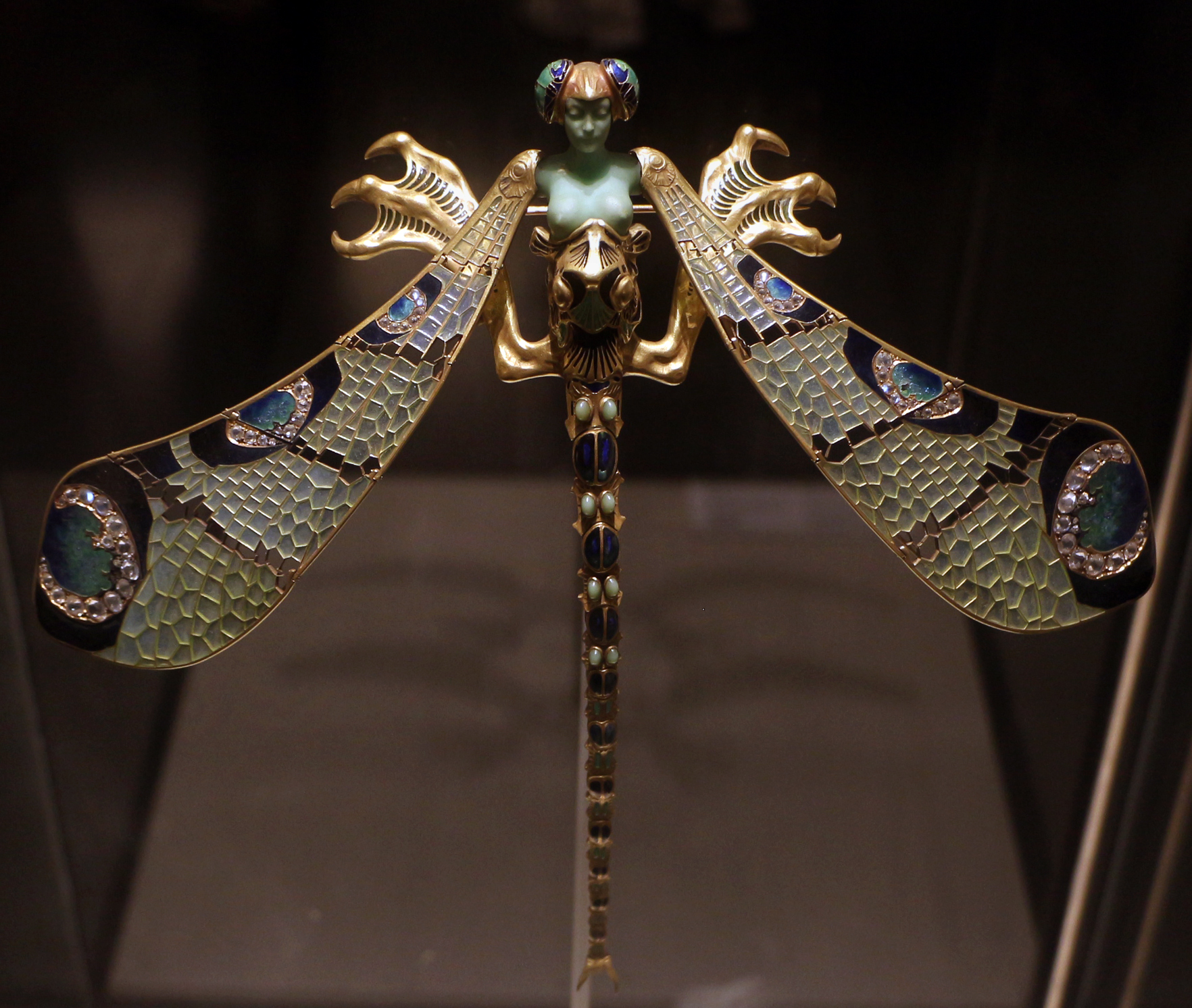
Brož ve tvaru vážky, 1903, Museu Calouste Gulbenkian
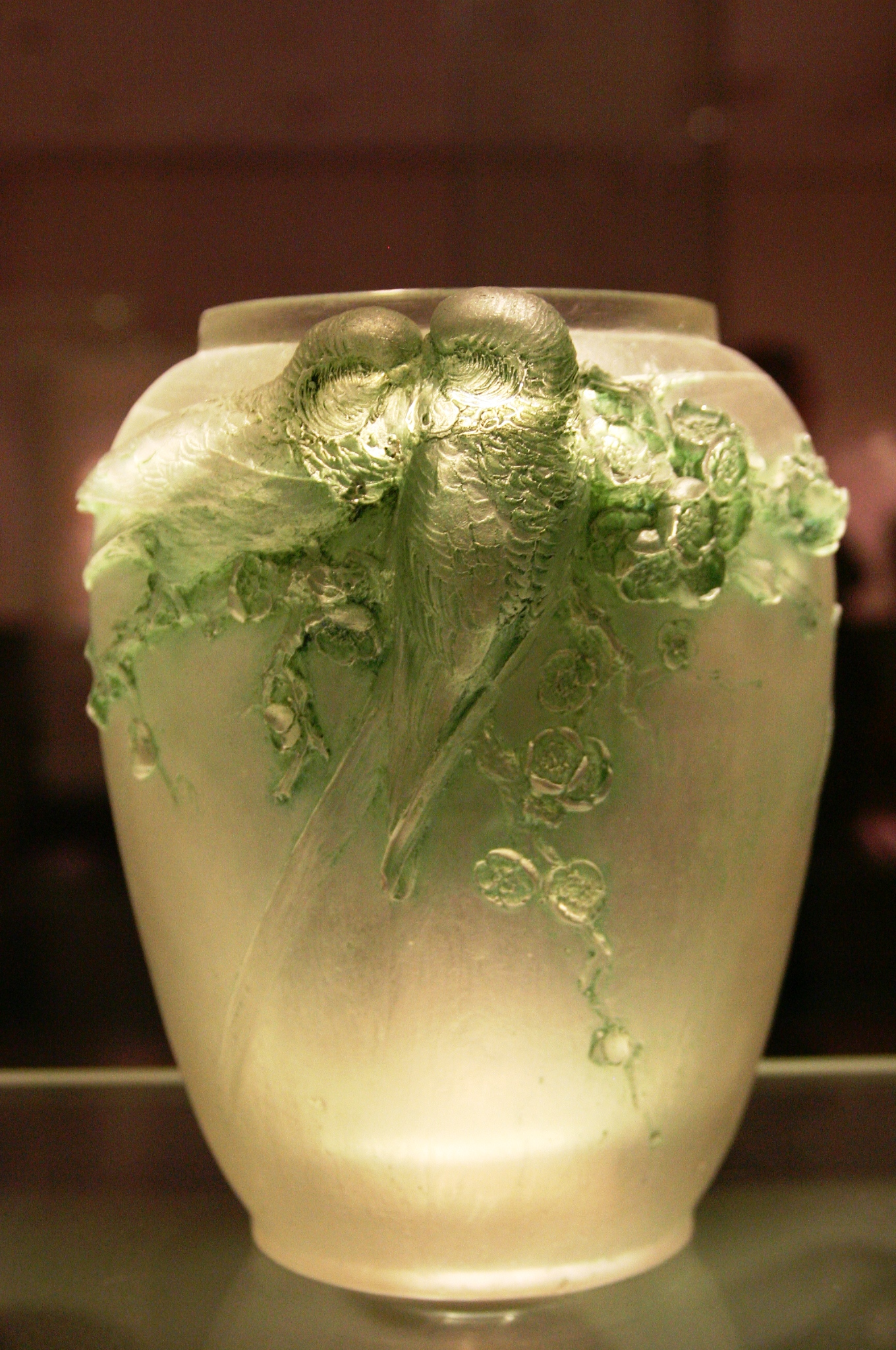
Skleněná váza, Museu Calouste Gulbenkian
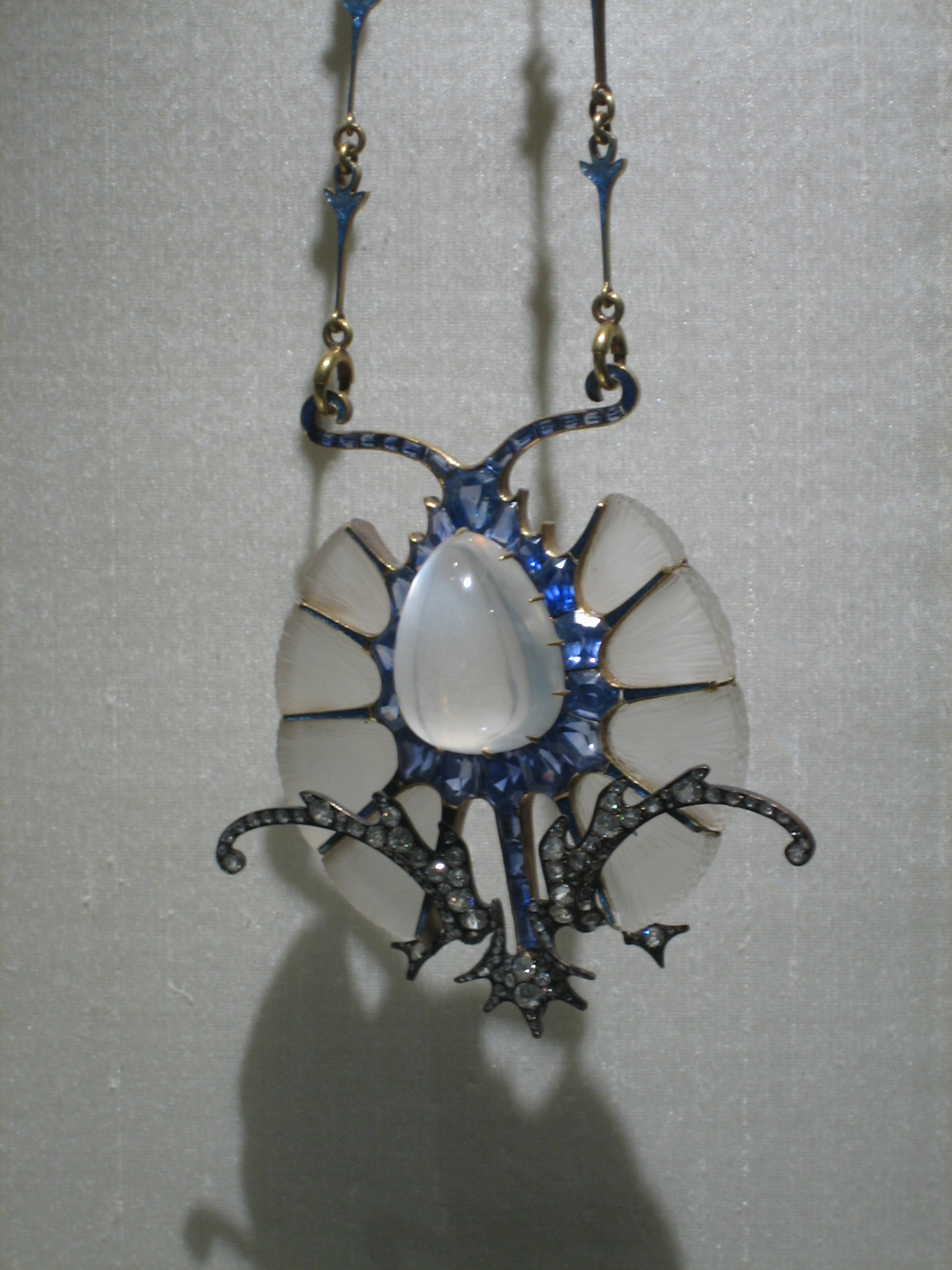
Přívěsek, Museu Calouste Gulbenkian
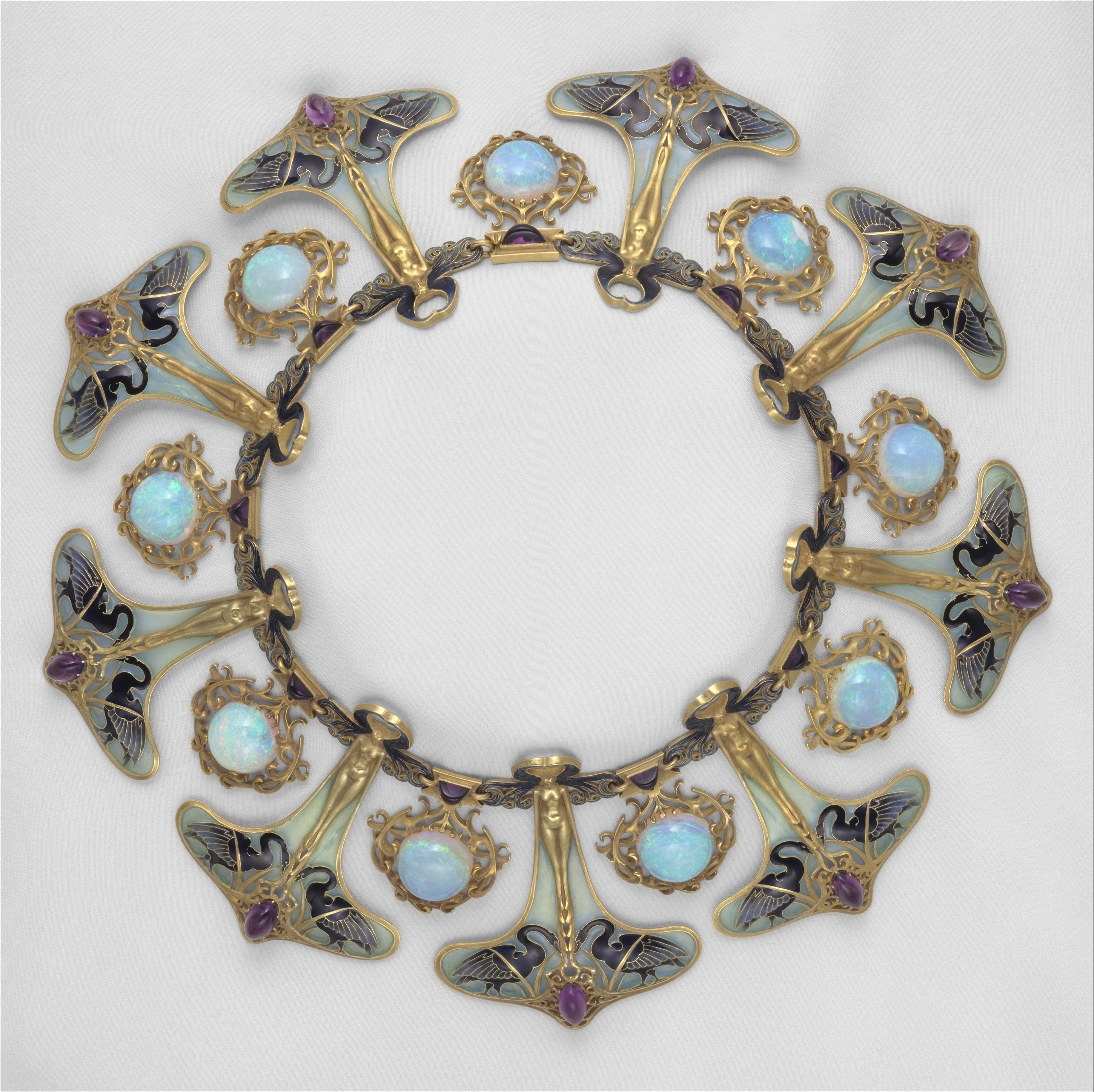
Náhrdelník určený pro druhou Laliqueho manželku, Alici Ledruovou, asi 1897–1999, Metropolitní muzeum umění, New York
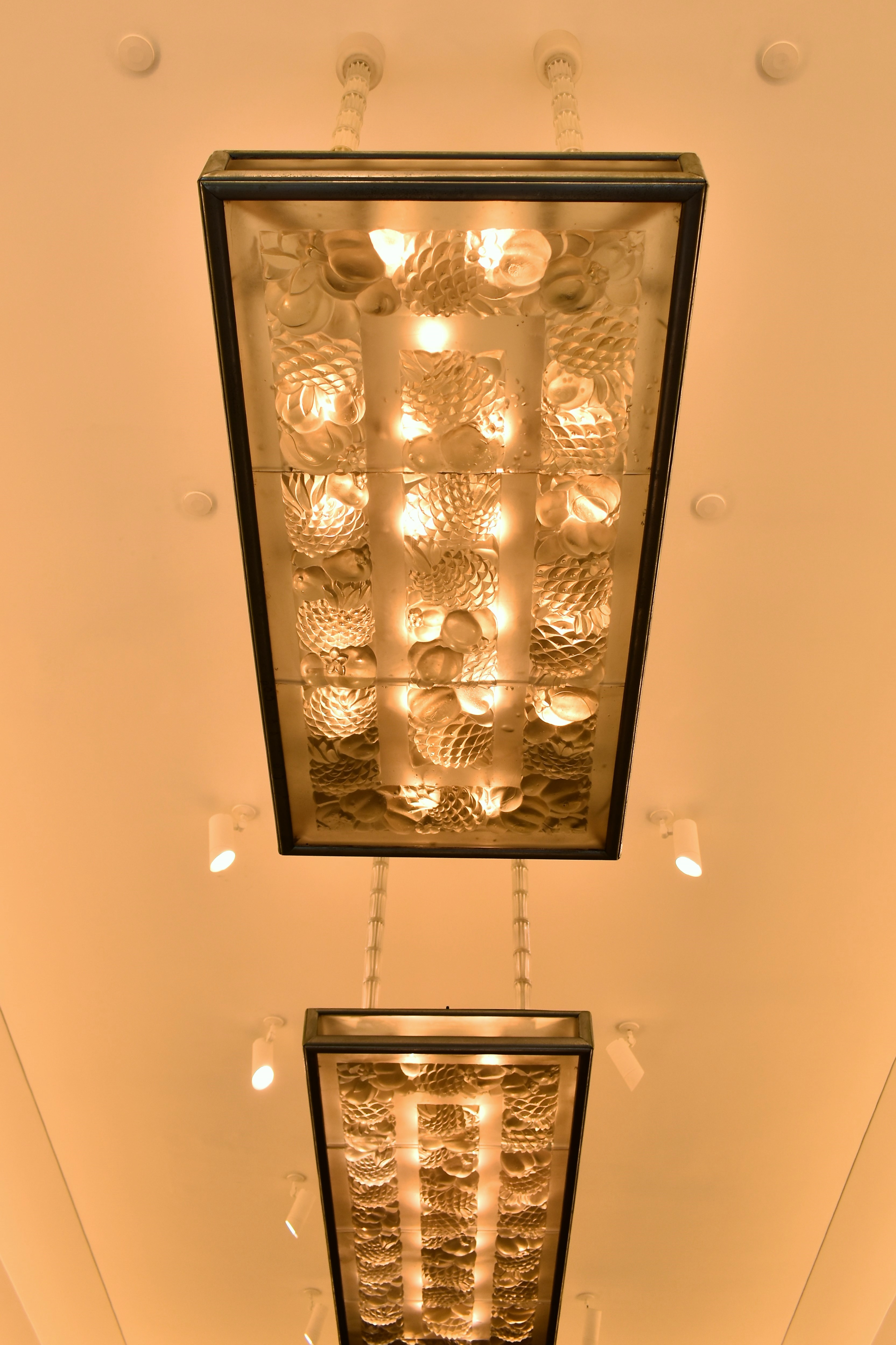
Svítidlo ve velké jídelně v Tokijském metropolitním muzeu umění Teien .
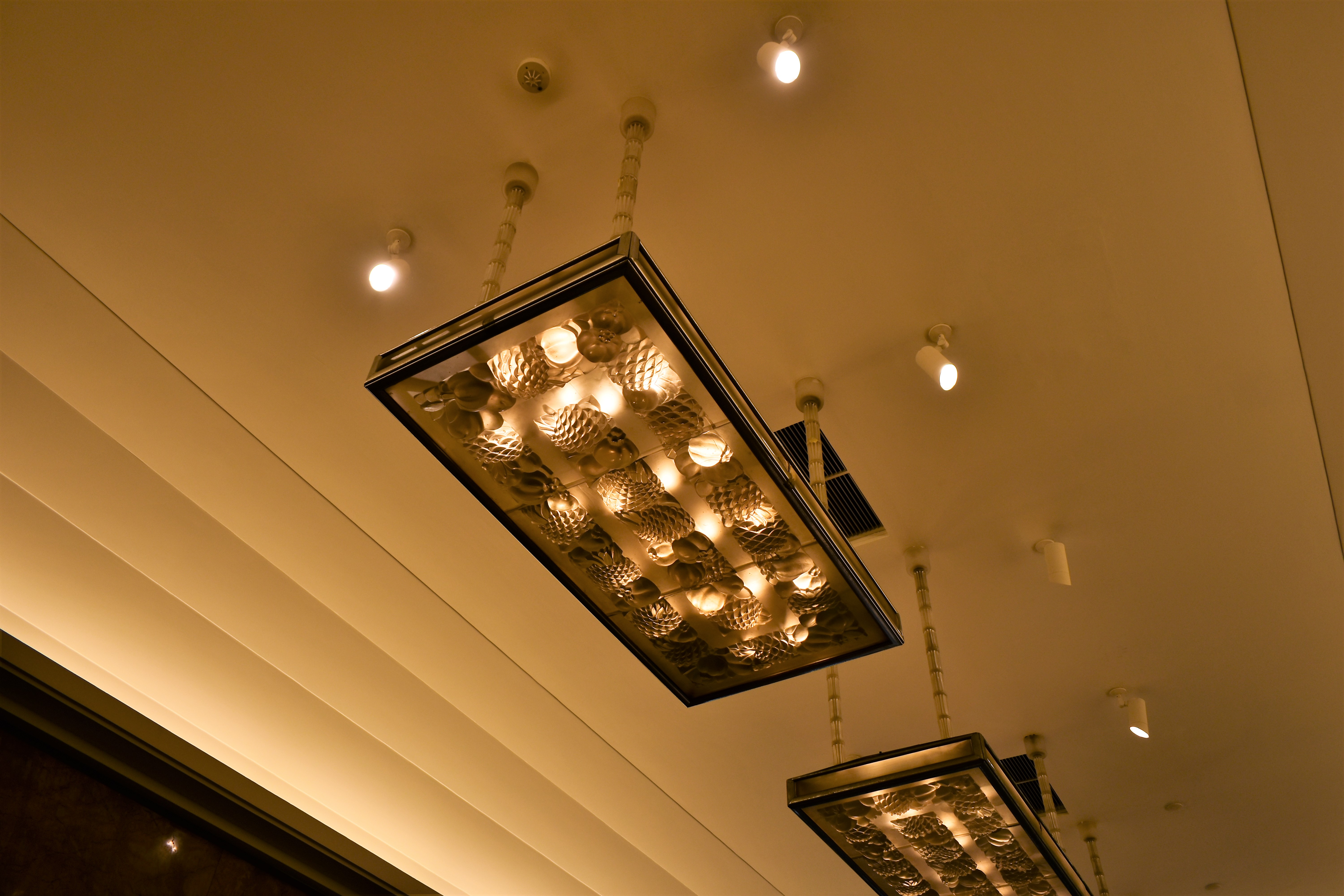
Svítidlo ve velké jídelně v Tokijském metropolitním muzeu umění Teien.
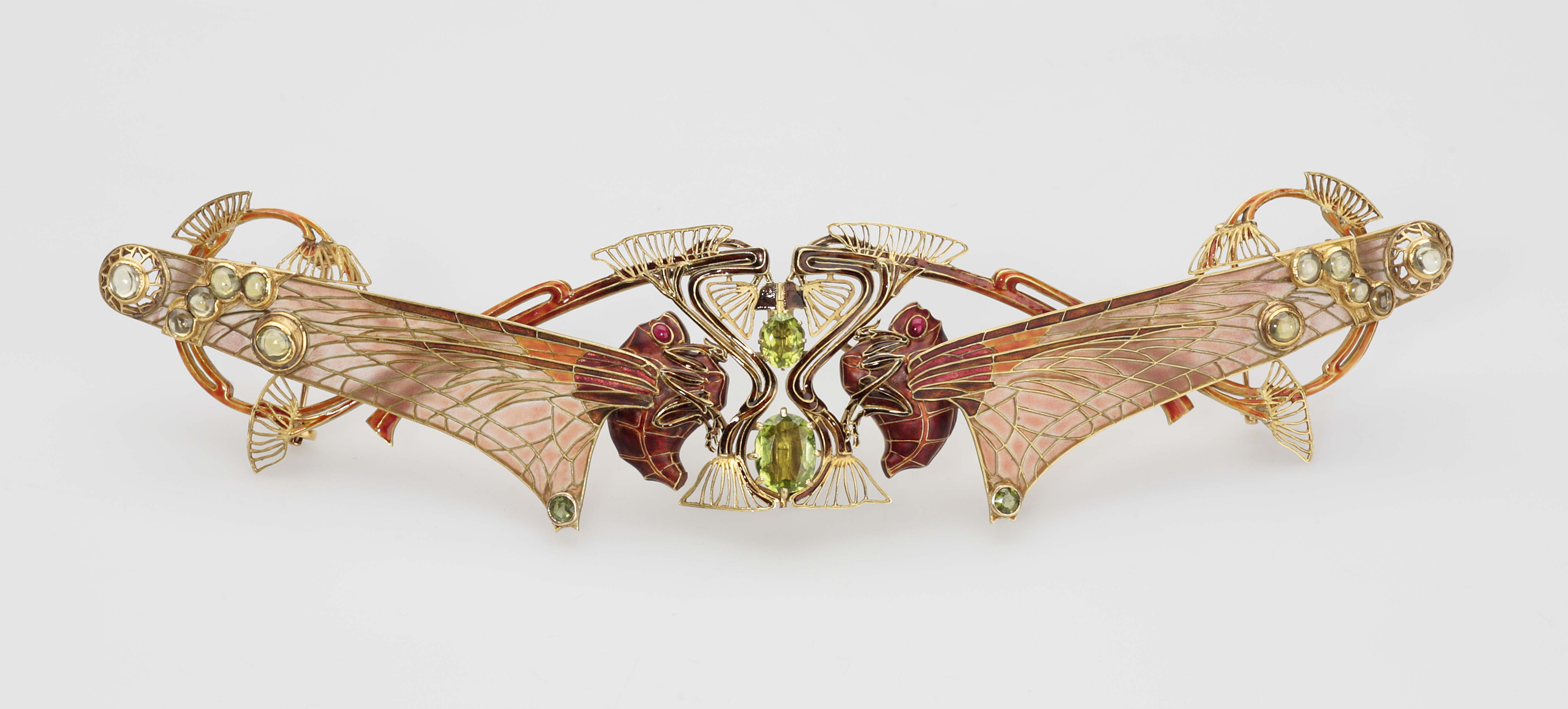
Korsáž, Khalili Collection of Enamels of the World